# Okondja
Okondja est une ville du Gabon, chef-lieu du département de Sébé-Brikolo dans la province du Haut-Ogooué. Sa population est estimée à 9 326 habitants en 2010 et à 10 136 en 2013.
Elle est traversée par la route nationale 15 et est desservie par un aéroport (code AITA OKN, code OACI FOGQ).
La région alentour est riche en manganèse.

## Géographie, géologie
Okondja est, par la route, à 156 km au nord de Franceville.
Elle se trouve dans la vallée de la Sébé, un affluent de l'Ogooué,.
Géologiquement, elle appartient au bassin d'Okondja, une zone forestière concernée par un volcanisme spilitique sous-marin qui explique la présence de réserves de manganèse,.
Un consortium sino-brésilien souhaite exploiter les réserves locales de manganèse ; il existe une mine de manganèse bien identifiée à une quinzaine de kilomètres et de nombreuses autres dans la région,,.
En 2004, les Brésiliens avaient montré leur intérêt pour exploiter au moins deux gisements dans la région d'Okondja. Une évaluation de la zone, effectuée en 2006, avait conclu que si le Gabon exploitait ces réserves à leur plein potentiel ainsi que celles de Franceville, Mbigou et Ndjolé, il deviendrait le premier exportateur mondial de manganèse. En 2014, une coentreprise avec Dubaï, GMFA, est créée pour l'exploitation du manganèse d'Okondja.
Okondja est aussi réputée pour présenter une grande diversité de cultivars de café et bananes,.
Deux ponts de lianes, lointains héritiers du pont sur la Mpassa qui avait suscité l'admiration de Brazza, subsistent aux environs d'Okondja, au village d'Ambinda. Un pont de grande taille, construit en 1915, est encore en usage, le pont de lianes de Poubara sur l'Ogooué, au sud de Franceville.

## Démographie et linguistique
La région d'Okondja et de Franceville est le berceau des Obamba (appelés aussi Mbete), locuteurs du mbete (ou mbere, mbede), une langue bantoue. La langue lendambomo est aussi utilisée à Okondja.

## Personnalités liées à Okondja
- Mathias Otounga Ossibadjouo (1960-), homme politique, ministre
- Paul Toungui (1950-), homme politique, ministre des Affaires étrangères
- Brigitte Onkanowa (?-), militaire et femme politique, ministre de la Défense